# زین‌العابدین طهماسبی سروستانی
زین‌العابدین طهماسبی سروستانی (زادهٔ ۱۳۳۷ در شیراز) نمایندهٔ حوزهٔ انتخابیهٔ سروستان، کربال و کوار در دورهٔ هفتم مجلس شورای اسلامی بوده‌است.در دوره ششم نیز ایشان بیشترین رای را کسب کردند اما بنا به دلایلی که مشخص هم نشد ،رای‌های ایشان باطل شد.ایشان رئیس دانشگاه‌های مختلفی از جمله دانشگاه ایلام بوده‌اند.طهماسبی سروستانی دارای سمت‌های مختلفی در وزارت خانه‌های کشاورزی و وزارت علوم بوده‌است،از جمله مشاور وزیر علوم و مشاور وزیر کشاورزی.